# 沈光綬
沈光綬，是中國清朝官員，本籍中國浙江，於1887年上任台南府安平縣知縣，隸屬於台南府，為台灣清治時期的地方官員，官職品等則為正五品，該官職主要從事安平縣之地方事務。